# Eishockey-Oberliga (Österreich) 2004/05
Die Saison 2004/05 der österreichischen Eishockey-Oberliga wurde mit fünf Mannschaften ausgetragen. Titelverteidiger war der EC Kitzbühel aus Tirol, der seine Meisterschaft erfolgreich verteidigen konnte.

## Grunddurchgang

### Tabelle nach dem Grunddurchgang
| Platz | Team               | GP | W  | L (OL) | GF:GA  | Pts |
| ----- | ------------------ | -- | -- | ------ | ------ | --- |
| 1     | EC Kitzbühel       | 16 | 13 | 3 (0)  | 107:40 | 26  |
| 2     | Telfs/Innsbruck    | 16 | 11 | 5 (0)  | 76:51  | 22  |
| 3     | EC Wattens         | 16 | 8  | 6 (2)  | 86:71  | 18  |
| 4     | SV Silz            | 16 | 5  | 10 (1) | 55:106 | 11  |
| 5     | EHC Feldkirch 2000 | 16 | 3  | 13 (0) | 58:114 | 6   |

## Playoffs

### Playoff-Baum
|  | Halbfinale | Halbfinale      | Halbfinale |  |  | Finale | Finale       | Finale |
|  |            |                 |            |  |  |        |              |        |
|  |            |                 |            |  |  |        |              |        |
|  | 1          | EC Kitzbühel    | 2          |  |  |        |              |        |
|  | 4          | SV Silz         | 0          |  |  |        |              |        |
|  |            |                 |            |  |  | 1      | EC Kitzbühel | 2      |
|  |            |                 |            |  |  | 3      | EC Wattens   | 1      |
|  | 2          | Telfs/Innsbruck | 0          |  |  |        |              |        |
|  | 3          | EC Wattens      | 2          |  |  |        |              |        |
|  |            |                 |            |  |  |        |              |        |

### Halbfinale
| Begegnung                            | Endstand | Spiel 1 | Spiel 2 |
| ------------------------------------ | -------- | ------- | ------- |
| EC Kitzbühel (1) – SV Silz (4)       | 2:0      | 13:0    | 16:1    |
| Telfs/Innsbruck (2) – EC Wattens (3) | 0:2      | 1:4     | 1:4     |

### Finale
| Begegnung                         | Endstand | Spiel 1   | Spiel 2 | Spiel 3 |
| --------------------------------- | -------- | --------- | ------- | ------- |
| EC Kitzbühel (1) – EC Wattens (3) | 2:1      | 5:6 n. P. | 6:4     | 7:4     |

Mit dem 2:1-Sieg in der Serie konnte der EC Kitzbühel seinen Titel erfolgreich verteidigen.

## Meisterschaftsendstand
1. EC Kitzbühel
2. EC Wattens
3. Telfs/Innsbruck
4. SV Silz
5. EHC Feldkirch 2000

## Kader des Oberliga-Meisters
| Oberliga-Meister EC Kitzbühel | Torhüter: Matthias Schwarzmayr, Peter Karrer Verteidiger: Thomas Schuler, Andreas Ban, Andreas Karrer, Thomas Schneidinger, Alexander Stampfer Angreifer: Kilian Wirl, Roland Kellner, Gregor Unterrainer, Martin Berger, Manfred Kuchinka, Lucas Etz, Michael Lackner, Blake Sorensen, Markus Ausweger, Heinrich Ruckay, Mathias Karrer, Cheftrainer: |